# Сванте Паабо
 Сванте Паабо (на шведски: Svante Pääbo) е шведски генетик, специализиран в областта на еволюционната генетика. Като един от пионерите на палеогенетиката той работи в продължение на години върху генома на неандерталеца. През 1997 г. основава и е първи ръководител на катедрата по генетика в института „Макс Планк“ за еволюционна антропология в Лайпциг, Германия. Професор е в Института по наука и технологии в Окинава, Япония.
През 2022 г. Паабо е удостоен с Нобелова награда за физиология или медицина „за своите открития, свързани с геномите на изчезнали хоминини и човешката еволюция“.

## Образование и ранна кариера
Паабо е роден в Стокхолм. Майка му е естонската химичка Карин Паабо, баща му е биохимикът Суне Бергстрьом, който споделя Нобеловата награда за физиология или медицина за 1982 г. с Бенгт И. Самуелсон и Джон Р. Вейн. Брат на Паабо по бащина линия е Рурик Реенстиерна, който също като него е роден през 1955 г.
През 1986 г. получава докторска степен от университета в Упсала за изследване върху свойството на протеина E19 на аденовирусите да модулира имунната система. През следващата една година провежда постдокторантски изследвания в Института по молекулярна биология II към Цюрихския университет в Швейцария. От 1987 до 1990 г. продължава да развива изследователска дейност в Катедрата по биохимия на Калифорнийския университет в Бъркли, САЩ.

## Изследователска дейност и кариера
Паабо е известен като един от основателите на палеогенетиката – дисциплина, която използва методите на генетиката за изучаване на предшествениците на Homo sapiens и други древни популации. През 1997 г. Паабо и негови колеги съобщават за успешно секвениране на неандерталска митохондриална ДНК (mtDNA), произлизаща от екземпляр, открит в пещерата Фелдхофер в долината Неандер в днешна Германия.
През август 2002 г. катедрата на Паабо публикува открития за „езиковия ген“ FOXP2, който липсва или е увреден при някои хора с езикови увреждания.
През 2006 г. Паабо обявява план за реконструкция на целия геном на неандерталците. На следващата година намира място в списъка със 100-те най-влиятелни хора на годината според списание Time.
През февруари 2009 г. на годишната среща на Американската асоциация за развитие на науката (AAAS) в Чикаго е обявено, че Институтът „Макс Планк“ за еволюционна антропология е завършил първия вариант на генома на неандерталеца. Над 3 милиарда базови двойки са секвенирани в сътрудничество със закритата няколко години по-късно компания за биотехнологии 454 Life Sciences Corporation.
През март 2010 г. Паабо и колегите му публикуват доклад за ДНК анализ на кост от пръст, открита в Денисовата пещера в Сибир; резултатите дават основание да се направи обосновано предположение, че костта е принадлежала на изчезнал член на рода Homo, който все още не е бил разпознат – Денисовия хоминин. Откриването на Денисовия човек е първият случай, при който неизвестен дотогава хоминин е открит чрез ДНК анализ.
През май 2010 г. Паабо и колегите му публикуват вариант на секвениране на генома на неандерталеца в списание Science. Екипът стига до заключението, че вероятно е имало кръстосване между неандерталци и евразийски (но не и субсахарски) хора. Тази теория за кръстосване между древни и съвременни хора получава широка подкрепа в научната общност. Смята се, че смесването на съвременни човешки и неандерталски гени се е случило приблизително преди 50 000 и 60 000 години в Южна Европа.
През 2014 г. той публикува книгата Neanderthal Man: In Search of Lost Genomes, която съчетава мемоари с популярна наука. Книгата проследява историята на изследователските усилия за картографиране на генома на неандерталеца, съчетани с размишленията на Паабо за човешката еволюция.
През 2020 г. Паабо установява чрез ДНК анализ, че по-сериозните въздействия върху засегнатите, включително относителната честота на необходимост от хоспитализация и уязвимост към болестта COVID-19, са свързани с генетични вариации в хромозома 3 – характеристики, които са свързани с европейското неандерталско наследство. Тази структура се свързва с по-големи рискове за засегнатите да развият по-тежка форма на заболяването. Констатациите са на Паабо и изследователи от Института „Планк“ и Каролинския институт в Швеция, работещи под негово ръководство.
Към октомври 2022 г. Паабо има h-index 167 според Google Наука и 133 според Scopus.

### Награди и отличия
През 1992 г. Паабо получава наградата „Готфрид Вилхелм Лайбниц“ на Германското научноизследователско дружество, която е смятана за най-високото отличие, присъждано в германските научни изследвания. Той е избран за член на Кралската шведска академия на науките през 2000 г. През 2005 г. получава престижната награда за медицина Louis-Jeantet, а през 2008 г. е причислен към членовете на Ордена Pour le Mérite за наука и изкуства. През същата година получава наградата „Златна плоча“ на Американската академия за постижения. През октомври 2009 г. Фондацията за бъдещето обявява, че Паабо е удостоен с наградата Kistler за работата си по изолирането и секвенирането на древна ДНК, започваща през 1984 г. с мумия на 2400 години. През юни 2010 г. Федерацията на европейските биохимични дружества (FEBS) му връчва медал на името на Теодор Бюхер за изключителни постижения в биохимията и молекулярната биология. През 2013 г. получава наградата „Грубер“ за новаторски изследвания в еволюционната генетика, а през юни 2015 г. е удостоен с титлата хонорис кауза от Галуейския университет. На следващата година е избран за чуждестранен член на Кралското общество, а през 2017 г. е удостоен с наградата „Дан Дейвид“. Между 2018 и 2020 г. Паабо получава наградите на принцесата на Астурия в категорията за научни изследвания, наградата на Япония и наградата Massry. През 2022 г. става лауреат на Нобеловата награда за физиология или медицина за секвенирането на първия неандерталец геном.

## Личен живот
В книгата на Паабо от 2014 г. Neanderthal Man: In Search of Lost Genomes ученият разкрива, че е открито бисексуален. Предположението му, че е гей, е било опровергано при срещата му с Линда Виджилант – американски приматолог и генетик, чийто „момчешки чар“ го привлича и с която сключва брак. Двамата са съавтори на много статии и отглеждат заедно син и дъщеря в Лайпциг.